# Пино ноар
Пино ноар или пинот црни је грожђе танке кожице, лаганог тела и светлије боје. Захтева сталну негу и надзор, посебно због осетљивости на болести. Како би се добило добро вино, потребно је смањивати род. Рано зри, те није погодно за изразито топлу климу.

## Историјат
Порекло води из Бургундијског региона источне Француске и касније је идентификован у региону Шампањ. У Аустралији се сматра да је Грегори Баксланд правио вино од Пинот ноара 1820-тих година кад је стигао у Сиднеј са пелцерима са Рта 1805. године. Сигурно је да је пинот ноар стигао у Базбијевој колекцији 1832. године. Тек седамдесетих година 20. века је порастао интерес за овом сортом и виногради су се проширили.

## Географска дистрибуција
Пинот Ноир је доминантна црна сорта грожђа Бургундијског региона у Француској, посебно у региону Коте Диор. Такође је од великог значаја у Шампањи где се меша са шардонеом да би се направила позната пенушава вина овог региона. Има још много винограда укључујући оне у САД – посебно у Калифорнији и Орегону и у Аустралији.

## Особине
Арома овог вина је јако зависна од подручја на коме се узгаја грожђе, а најпознатија вина долазе из Бургундије. Из тог разлога се често назива и црним бургундцем. Укус и мирис се осим што зависе о подручју доста мењају с временом, па су ту присутни и јагода, купина, малина, вишња, љубичице, купус, а код старијих вина превладавају земљани тонови.
Лоза: Постоји много различитих клонова који су прављени да буду прилагођени различитим климатским и земљишним условима, јер ова сорта генерално боље подноси хладнију него топлу, суву климу. Лоза сама по себи споро достиже плодност, слабо рађа и плодови рано сазревају. Листови су бледо зелени са мат површином, средње величине, често скоро округли, немају дубоке урезе и имају врло крзнасту доњу површину.
Плод: Гроздови су мали, генерално компактни и чине их мале, чврсто набијене, помало овалне, слатке сочне бобице са тамно љубичастом кожом.
Вино: боја, мирис и палета доста варирају у зависности од клона и услова у којима је расло. Вину Пино Ноар из топлијих крајева може да недостаје дубина боје, мирис и палета, док вина из хладнијих региона има тамнију боју, средње пуно тело. То су комплекснија вина са аромом трешње и јагоде, са палетом која се развија док стари, која може да добије карактеристике сличне Бургундију и воћне ароме које подсећају на шљиве. Кад се користи за производњу пенушавих вина Пино Ноар се може мешати са више сорти белих грожђа у винима супериорног квалитета која подсећају на шампањац, шардоне или Пинот Меуниер. Најбоља од ових вина се производе у складу са традиционалном француском методом. Арома и палета се крећу од сувог до слатког и најбоља вина ће имати свежу воћну арому и деликатну и комплексну дуготрајну палету.
Вино је погодно за чување.
Остали називи: пинот ноар, бургундац црни, бургунд маре, блаубургундер, пинот неро.